# Sindre Buraas
Sindre Buraas (ur. 8 maja 1989) – norweski lekkoatleta specjalizujący się w biegach długich.
W biegu na 5000 metrów w 2007 był dwunasty na mistrzostwach Europy juniorów, a dwa lata później zajął siedemnastą lokatę podczas młodzieżowych mistrzostw kontynentu. Odpadł w eliminacjach mistrzostw Europy w Barcelonie (2010). Zdobył złoto młodzieżowych mistrzostw Europy  w 2011. Reprezentował Norwegię podczas drużynowych mistrzostw Europy oraz w pucharze Europy w biegu na 10 000 metrów.
Uczestnik mistrzostw świata w biegach na przełaj oraz mistrzostw Europy w przełajach. Ma w dorobku jeden złoty  i jeden srebrny medal, wywalczone w drużynie, podczas przełajowych mistrzostw Starego Kontynentu w 2008 oraz 2011 roku. 
Rekordy życiowe: bieg na 5000 metrów – 13:11,96 (18 lipca 2015, Heusden-Zolder); bieg na 10 000 metrów – 28:56,46 (4 czerwca 2011, Oslo); bieg na 10 kilometrów – 28:41 (13 lutego 2011, Schoorl).

## Osiągnięcia
| Rok  | Impreza                                   | Miejsce                | Konkurencja        | Lokata      | Wynik    |
| ---- | ----------------------------------------- | ---------------------- | ------------------ | ----------- | -------- |
| 2006 | Mistrzostwa Europy w biegach na przełaj   | San Giorgio su Legnano | bieg juniorów      | 26. miejsce | 17:14    |
| 2007 | Mistrzostwa Europy juniorów               | Hengelo                | bieg na 5000 m     | 12. miejsce | 14:59,35 |
| 2007 | Mistrzostwa Europy w biegach na przełaj   | Toro                   | bieg juniorów      | 52. miejsce | 21:17    |
| 2008 | Mistrzostwa Europy w biegach na przełaj   | Bruksela               | bieg juniorów      | 10. miejsce | 19:15    |
| 2009 | I liga drużynowych mistrzostw Europy      | Bergen                 | bieg na 5000 m     | 5. miejsce  | 14:08,77 |
| 2009 | Młodzieżowe mistrzostwa Europy            | Kowno                  | bieg na 5000 m     | 17. miejsce | 14:25,83 |
| 2009 | Mistrzostwa Europy w biegach na przełaj   | Dublin                 | bieg młodzieżowców | 27. miejsce | 26:23    |
| 2010 | Superliga drużynowych mistrzostw Europy   | Bergen                 | bieg na 3000 m     | 10. miejsce | 8:25,34  |
| 2010 | Mistrzostwa Europy                        | Barcelona              | bieg na 5000 m     | eliminacje  | 14:03,93 |
| 2010 | Mistrzostwa Europy w biegach na przełaj   | Albufeira              | bieg młodzieżowców | 8. miejsce  | 24:34    |
| 2011 | Mistrzostwa świata w biegach na przełaj   | Punta Umbría           | bieg seniorów      | 26. miejsce | 35:38    |
| 2011 | Puchar Europy w biegu na 10 000 metrów    | Oslo                   | bieg na 10 000 m   | 7. miejsce  | 28:56,46 |
| 2011 | Młodzieżowe mistrzostwa Europy            | Ostrawa                | bieg na 5000 m     | 1. miejsce  | 14:22,69 |
| 2011 | Mistrzostwa Europy w biegach na przełaj   | Velenje                | bieg młodzieżowców | 9. miejsce  | 24:02    |
| 2012 | Mistrzostwa Europy                        | Helsinki               | bieg na 5000 m     | 18. miejsce | 13:51,64 |
| 2013 | Mistrzostwa świata                        | Moskwa                 | bieg na 5000 m     | 13. miejsce | 13:45,67 |
| 2015 | Mistrzostwa świata                        | Pekin                  | bieg na 5000 m     | eliminacje  | 13:59,07 |
| 2015 | Mistrzostwa Europy w biegach przełajowych | Hyères                 | bieg seniorów      | 54. miejsce | 31:51    |
| 2016 | Mistrzostwa Europy                        | Amsterdam              | bieg na 5000 m     | 18. miejsce | 14:26,05 |